# سكوت نيلسون
سكوت نيلسون (بالإنجليزية: Scott Neilson)‏ (15 مايو 1987 في المملكة المتحدة - ) هو لاعب كرة قدم بريطاني في مركز الوسط. لعب مع برادفورد سيتي وغريمسبي تاون وكامبريدج يونايتد ونادي كرولي تاون ونادي لوتون تاون ونادي كامبريدج ستي وHertford Town F.C. ‏ وWare F.C. ‏ ونادي وايتهوك.

## وصلات خارجية
- سكوت نيلسون على موقع قاعدة بيانات كرة القدم.إي يو (الإنجليزية)
- سكوت نيلسون على موقع Soccerbase.com (لاعب) (الإنجليزية)
- سكوت نيلسون على موقع Soccerway.com (الإنجليزية)